# Xã Reed, Quận Washington, Arkansas
Xã Reed (tiếng Anh: Reed Township) là một xã thuộc quận Washington, tiểu bang Arkansas, Hoa Kỳ. Năm 2010, dân số của xã này là 230 người.